# ميلو (ألبرتا)
ميلو (بالإنجليزية: Milo, Alberta)‏ هي قرية تقع في كندا في ألبرتا. يقدر عدد سكانها بـ 122 نسمة ومساحتها 1.04 كم2 وترتفع عن سطح البحر 880 متر.